# Polnische Europapolitik
Die ersten 15 Jahre nach der Wende konzentrierte sich die polnische Außenpolitik auf die Einbindung in die Transatlantische Partnerschaft und die Europäische Union. Die Beitrittsverhandlungen mit der EU begannen im Jahre 1998. Zu dieser Zeit war die polnische Europapolitik von den Postulaten der EU-Erweiterung, der Verbesserung der europäischen Agrarpolitik, sowie der Beteiligung Polens an der Diskussion über die gemeinsame Außen- und Sicherheitspolitik und der Entwicklung europäischer Osteuropapolitik geprägt.
Am 1. Mai 2004 erfolgte im Rahmen der bislang größten Erweiterungsrunde die Aufnahme Polens in die EU. In der Europapolitik richten sich die Polen seitdem am Prinzip aus, im Interesse der Staatsbürger und der europäischen Gemeinschaft zu agieren. Deswegen setzt sich Polen für die Stärkung der internationalen Position der EU durch die Entwicklung von Instrumenten gemeinsamer Politik ein.
In der Periode von 2005 bis 2007 erlangte eine Koalition unter der Führung der gemäßigt euroskeptischen Partei „Recht und Gerechtigkeit“ (PiS) die Mehrheit im polnischen Parlament (Sejm). Infolgedessen kam es zu Schwerpunktverschiebungen in der bisherigen Europapolitik Polens. Die beschränkte Kompromissbereitschaft der neuen Regierung resultierte in Irritationen zwischen Polen und der EU. Als ein Beispiel dafür kann der Streit um die Stimmengewichtung in der EU nach der Osterweiterung dienen. Der Wahlerfolg der liberal-konservativen „Platforma Obywatelska“ (PO) im Jahre 2007 führte zur Stabilisierung der polnischen Außenpolitik und somit auch der Europapolitik.

## Aktueller Stand
Seit 2007 kann von einer einheitlichen Linie der polnischen Europapolitik gesprochen werden, mit Hilfe derer die Prioritäten Konkurrenzfähigkeit, Solidarität und Offenheit nachhaltig und im Anbetracht aktueller politischer Ereignisse in Europa und auf der Welt verfolgt und umgesetzt werden.
Die polnische Regierung strebt eine Vertiefung der europäischen Integration auf der wirtschaftlichen und politischen Ebene an. Betont wird ebenfalls die Notwendigkeit, die europäischen Institutionen zu stärken und allmählich eine politische Union zu schaffen. Zu den Leitlinien polnischer Europapolitik gehört zudem die Stärkung der gemeinsamen Außen- und Sicherheitspolitik der EU.
Die polnische Politik gegenüber der NATO und der EU orientiert sich an dem Prinzip der „offenen Türe“ und ist auf die Unterstützung der weiteren Erweiterung der Bündnisse ausgerichtet, besonders im Hinblick auf die osteuropäischen Länder. Das Land strebt die Entwicklung der östlichen Dimensionen der EU an und setzt sich für die stärkere Zusammenarbeit mit den östlichen Nachbarländern ein, unter anderem der Ukraine. Polen gehört zusammen mit Schweden zu den Initiatoren der Östlichen Partnerschaft.
Polen unterstützt die Fortsetzung der EU-Erweiterung als eine klare Konsequenz der bisherigen offenen, demokratischen und rechtsstaatlichen Haltung der Union ihren Nachbarländern gegenüber und weist auf die positiven Auswirkungen der Erweiterung in Mittel- und Osteuropa hin.
Das Land hat sich mit dem EU-Beitritt zur Einführung der gemeinsamen europäischen Währung verpflichtet. Die Einführung von Euro wird jedoch von der wirtschaftlichen Lage der Eurozone sowie der makroökonomischen und rechtlichen Vorbereitung Polens abhängig gemacht. Der Beitritt zur Eurozone wird in absehbarer Zeit nicht geplant. Politisch setzt sich das Land deswegen für den Abbau der Trennung zwischen den Euro- und den anderen EU-Ländern ein. Polen gehört auch zu den Ländern, die am stärksten von der Kohäsionspolitik der EU profitieren. Die Regierung in Warschau setzte sich trotz der Wirtschaftskrise für die Erweiterung des Finanzrahmens für die Jahre 2014–2020 ein. Polen unterstützt zudem die weitere Entwicklung des EU-Binnenmarktes, vor allem in Hinsicht auf die Personenfreizügigkeit und den freien Waren- und Dienstleistungsverkehr. Die Regierung in Warschau nimmt die EU-Mitgliedschaft als Grundlage für die „zivilisatorische“ Entwicklung Polens wahr.
Das Land engagiert sich für die Schaffung der Energieunion innerhalb von Europa, die auf dem Prinzip der Solidarität basieren soll. Es unterstützte die Pläne, die South-Stream-Pipeline zu bauen, war jedoch dem Projekt der Nord-Stream-Pipeline gegenüber skeptisch, weil sie an Polen vorbeigeht und somit die Energiesicherheit des Landes beeinträchtigt. Als ein Land, dessen Energie hauptsächlich von Steinkohle kommt, steht die polnische Regierung den Energie- und Klimazielen der EU skeptisch gegenüber, insbesondere der Reduktion der Treibhausgasemissionen bis 2030.

## Weiteres Engagement
Innerhalb von Europa beteiligt sich Polen darüber hinaus an regionalen Initiativen, unter anderem der Gruppe Visegrád zusammen mit der Tschechischen Republik, Slowakei und Ungarn. Im Rahmen der Kooperation werden gemeinsame Strategien für die Entwicklung der Region ausgearbeitet. Zudem gilt die Partnerschaft mit Frankreich und Deutschland im Rahmen vom Weimarer Dreieck als strategisch wichtig.
Von Juni bis Dezember 2011 hatte Polen die EU-Ratspräsidentschaft inne. Folgende Prioritäten wurden für diese Periode festgelegt:
- Europäische Integration als eine Wachstumsgrundlage
- Sicheres Europa – Lebensmittel, Energie, Verteidigung
- Von der Offenheit profitierendes Europa[20]

## Vertreter in den Institutionen der EU
Der ehemalige Ministerpräsident Polens, Jerzy Buzek, war von 2009 bis 2012 der Präsident des Europäischen Parlaments. Seit November 2014 übt Donald Tusk, Premierminister Polens in den Jahren 2007–2014, das Amt des Präsidenten des Europäischen Rates aus.
Von 2009 bis 2014 war Janusz Lewandowski, polnischer Wirtschaftswissenschaftler, in der Europäischen Kommission für das Ressort Finanzplanung und Haushalt zuständig. Seit 2014 beschäftigt sich Elżbieta Bieńkowska in der Kommission mit dem Binnenmarkt.